# ژیونگ ویپینگ
ژیونگ ویپینگ، (به چینی: 熊维平) (زاده ۱۹۵۶) کارآفرین، بازرگان و مدیر ارشد اجرایی چینی است، که در حال حاضر به‌عنوان مدیر عامل اجرایی و رئیس هیئت مدیره شرکت آلومینیم چین فعالیت می‌کند.